# محبوبه بربری‌ژرفی
محبوبه بربری‌ژرفی (زاده 7 دی 1370- 28 دسامبر 1991) جودوکار ایرانی است.  او توانسته است جواز حضور در بازی‌های المپیک تابستانی ۲۰۲۴ را به‌عنوان عضوی از تیم المپیک پناهندگان در رشته ترکیبی و در دسته ۷۸+ کیلوگرم بدست آورد.   

## زندگی
بربری ژرفی در بندر انزلی در استان گیلان ایران بزرگ شد.  او تمرین جودو را در سن 15 سالگی و با تشویق مادرش آغاز کرد.   او بعدها به عضویت تیم ملی جودوی ایران در آمد.  
باربری ژرفی در سال ۲۰۱۸ به همراه دخترش از آلمان درخواست پناهندگی کرد.  
او در سال ۲۰۲۳ نخستین زن ایرانی شد که بدون حجاب در مسابقات جهانی جودو شرکت کرد. 